# نینورتا-اپل-ایکس
نینورتا-اپل-اکس (Ninurta-apla-X)، از پادشاهان گمنام سلسله نهم بابل باستان که پس از بابه-احه-ایدین به پادشاهی بابل رسید.

## نام و نسب و دوره حکومت
نحوه تلفظ این اسم، از روی خوانشی است که در سال ۱۹۲۰ میلادی صورت گرفته‌است و اکنون نمی‌توان صحت آن را تأیید کرد، چرا که سندی که این اسم در آن نوشته شده، به‌طور بسیار شدیدی آسیب دیده است و حروف نوشته شده در آن قابل خواندن و تشخیص نیست. دوره ای که برای حکومت نینورتا-اپل-؟ در نظر می‌گیرند، از حدود ۸۰۰ تا ۷۹۰ پیش از میلاد است. منابع اطلاعاتی می‌گویند که هفتمین جنگ شمشی-ادد پنجم علیه بابل بوده‌است. جانشین وی ادد-نیراری سوم در مناطق و صفحات غربی پیکار می‌کرد، اما در سال ۸۰۲ ق.م. عبارت "به دریا" در کتیبه ادد-نیراری دیده می‌شود که تصور می‌شود منظور از آن، سرزمین‌های باتلاقی و دارای آبگیر جنوب میانرودان باشد. در ۷۹۵ و ۷۹۴ پ.م. اداد-نیراری در شهر در جنگ می‌کرده‌است. سندی که "تاریخ همزمان (تطبیقی)" نامیده می‌شود، با حکومت او پایان می‌پذیرد و در پایان اینگونه می‌گوید:
پادشاه کاردونیاش تعظیم کرد...او مردمان ربوده شده را پس آورد و به آنان حقوق و مستمری، مزایا و جیره های جو اعطا کرد. مردمان آشور و کاردونیاش به هم ملحق شدند. آنها خط مرزی میان دو کشور را با رضایت و موافقت دوسویه تعیین کردند.
جانشین نینورتا-اپل-مجهول یک فرمانروای ناشناس مانند خودش به نام مردوک-بل-زری بوده‌است.